# Palazzo Franceschi
Palazzo Franceschi si trova a Firenze, in via de' Rondinelli 3, accanto a palazzo Adorni-Braccesi.

## Storia
Fu costruito nel Cinquecento ad eccezione dell'ultimo piano, rialzato nel XIX secolo. Il palazzo ha una facciata piuttosto convenzionale, con finestre ad arco con cornici in pietra serena "a goccia" e cornici marcapiano. Unica nota originale sono i fregi a bassorilievo sotto i marcapiano, di fattura nitida e fresca.